# Washington Township (Lucas County, Ohio)
Die Washington Township ist eine Township im Lucas County in Ohio. Bei der Volkszählung 2000 hatte sie 3574 Einwohner. Die ehemals größere Township besteht nach mehreren Eingemeindungen nur mehr aus drei kleinen, voneinander getrennten Gebieten im Norden von Toledo.
Das westlichste und kleinste Gebiet, Alexis Place, ist eine nur 800 × 500 m große, von Toledo umgebene, Enklave. Der Shantee Creek fließt durch Alexis und bildet auch dessen Ostgrenze. Den Großteil der Enklave nimmt ein Trailer Park (Raintree Mobile Home Village) ein. Die etwas größere Sektion Shoreland befindet sich östlich der Interstate 75 und nordwestlich des Ästuars des Ottawa Rivers etwa drei Kilometer östlich von Alexis Place. Der Ottawa River bildet eine Grenze zur Stadt Toledo, welche Shoreland auf drei Seiten umschließt. Nur im Norden grenzt die Washington Township hier an die Erie Township, Michigan.
Als dritter und weitaus größter Teil gehört ein kleiner Sektor des Eriesees in der Maumee-Bucht zur Washington Township. Insgesamt hat die Township eine Fläche von 17,1 km², davon sind 14,8 km² Wasser und nur 2,3 km² Land. 
Die Washington Township im Lucas County ist eine von 43 Washington Townships allein in Ohio.